# Paul Wolfrum (Sänger)
Paul Hermann Wolfrum (* 7. November 1943 in Kitzbühel, Tirol; † 16. Februar 1990 in Wien) war ein österreichischer Opernsänger (Bariton).

## Leben und Karriere

### Ausbildung und Engagement in Linz
Wolfrum besuchte die Mittelschule in Steyr, die er 1961 mit der Matura abschloss. Er begann zunächst ein Technikstudium an der Technischen Hochschule Wien, das er später abbrach, und ließ gleichzeitig parallel seine Stimme ausbilden. Er nahm privaten Gesangsunterricht bei Johanna Willimsky und studierte Gesang am Konservatorium Wien, wo er 1967 sein Gesangsstudium mit Auszeichnung beendete.
Seit erstes Engagement als sog. „Erster Bariton“ erhielt er zu Beginn der Spielzeit 1967/68 am Landestheater Linz. Dort debütierte er als Melot in Tristan und Isolde. In Linz, wo er bis 1978 festes Ensemblemitglied war, sang Wolfrum hauptsächlich Partien aus dem Rollenfach der lyrischen Baritons und des Kavalierbaritons. Zu seinen Repertoire, das insgesamt mehr als 75 Partien umfasste, gehörten: Papageno in Die Zauberflöte, Graf Almaviva in Die Hochzeit des Figaro, Guglielmo in Così fan tutte, Figaro in Der Barbier von Sevilla, Belcore in Der Liebestrank, Malatesta in Don Pasquale, Herr Fluth in Die lustigen Weiber von Windsor, Zar Peter in Zar und Zimmermann, Valentin in Margarethe, Olivier in Capriccio, Barbier in Die schweigsame Frau und Marcel in La Bohème.
Er übernahm auch Partien in modernen und zeitgenössischen Opern, u. a. in Werken von Peter Ronnefeld, Gottfried von Einem und Helmut Eder. Im Juli 1975 wirkte er beim Carinthischen Sommer in Ossiach, gemeinsam mit Hans-Martin Nau in der deutschsprachigen Erstaufführung der Britten-Oper Der verlorene Sohn mit. Im September 1976 gehörte er am Landestheater Linz zur Uraufführungsbesetzung von Eders Oper Der Aufstand.

### Engagements in Wien und Berlin
Im Februar 1977 gab er mit dem Papageno sein Debüt an der Wiener Staatsoper. Von 1978 bis 1981 war er dann festes Ensemblemitglied der Wiener Staatsoper. Dort sang er meist mittlere und kleinere Partien. Zu seinen Wiener Rollen gehörten neben dem Papageno u. a. Schaunard in La Bohème, Dancairo in Carmen (in der mittlerweile legendären Carmen-Produktion unter Carlos Kleiber/Franco Zeffirelli), Harlekin in Ariadne auf Naxos (1980, beim Japan-Gastspiel der Wiener Staatsoper unter Karl Böhm) und Graf Dominik in Arabella.
1981 wechselte Paul Wolfrum als festes Ensemblemitglied an die Deutsche Oper Berlin, wo er ebenfalls im September 1981 mit dem Papageno sein Hausdebüt gab. In Berlin sang Wolfrum etwa 30 verschiedene Partien. In Repertoirevorstellungen sang er dort in den folgenden Jahren den Schaunard in La Bohème (u. a. April 1983, März 1986) und immer wieder den Papageno in Die Zauberflöte (u. a. im März 1985). Im Oktober 1982 sang er Graf Dominik in Arabella. Weitere neue Rollen in seiner Berliner Zeit waren u. a. Fra Melitone in La forza del destino, Moralès in Carmen (Regie: Peter Beauvais, u. a. im Mai 1983 und in einer musikalischen Neueinstudierung der Oper im Juni 1988), Silvano in Un ballo in maschera (u. a. April/Mai 1983, Januar 1984), Haudy in Die Soldaten (Neuinszenierung, Spielzeit 1983/84, Premiere: Oktober 1983), Altgesell in Jenůfa (Neuinszenierung, Spielzeit 1984/85) und der Weber Zettel in Ein Sommernachtstraum von Benjamin Britten, den er im Juli 1984 im Rahmen der Berliner Sommerspiele sang. In der Spielzeit 1985/86 übernahm er in einer Rigoletto-Neuinszenierung von Hans Neuenfels die Rolle des Marullo. Wolfrum war bis zu seinem Tod im Februar 1990 Mitglied der Deutschen Oper Berlin; wenige Tage vor seinem Tod hatte er in Berlin noch in der Oper Die Sache Makropulos, seiner letzten Premiere im Januar 1990, in der kleinen Rolle des Theatermaschinisten auf der Bühne gestanden.
1985 sang er Berliner Theater des Westens die Rolle des k.u.k. Sittenkommissärs Conte Carnero in einer Produktion der Strauß-Operette Der Zigeunerbaron. Wolfrum war seit 1988 in Berlin Gremiumsmitglied im Vorstand der Genossenschaft Deutscher Bühnen-Angehöriger (GDBA) beim Lokalverband Deutsche Oper Berlin.

### Gastspiele und Konzerte
Wolfrum gastierte u. a. an der Wiener Volksoper, am Stadttheater Basel, am Opernhaus Graz, am Landestheater Innsbruck, am Stadttheater Klagenfurt, am Nationaltheater Mannheim, an der Deutschen Oper am Rhein und am Teatro Massimo Palermo. Er sang weiters in Basel, Genf, Lille, Istanbul und Tokio. In der Spielzeit 1982/83 übernahm er die Partie des Dandini in der Rossini-Oper La Cenerentola am Landestheater Salzburg.
Seit 1977 trat er wiederholt beim Carinthischen Sommer in Ossiach auf. Im Juli 1984 wirkte er dort als „Alter Sohn“ wieder in einer Aufführung der Britten-Oper Der verlorene Sohn mit.  Bei den Schwetzinger Festspielen wirkte er im Mai 1984 in der Uraufführung der Oper Ophelia von Rudolf Kelterborn mit. Im Mai 1984 gastierte er beim San Antonio Festival in Texas als Moralès in Carmen.

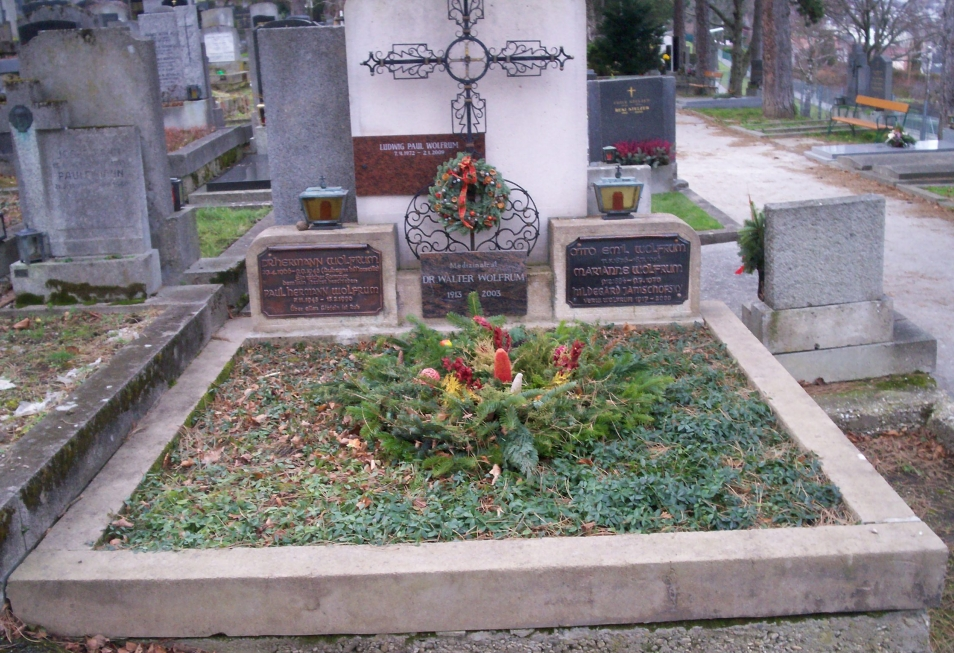
Grabstätte

Auch als Konzertsänger trat Wolfrum bei zahlreichen nationalen und internationalen Auftritten hervor. Er gastierte als Konzertsänger u. a. in Dresden, im Wiener Musikverein (Mai 1989; als Haushofmeister in der Schluss-Szene der Oper Capriccio mit Anna Tomowa-Sintow und dem ORF-Symphonieorchester unter Václav Neumann), bei der Schubertiade Hohenems (1979 und 1980) und beim Carinthischen Sommer. Er trat außerdem beim Brucknerfest Linz, bei den Wiener Festwochen, den Berliner Festwochen, den Europäischen Wochen Passau, bei den Heidelberger Schlossfestspielen und bei den Dresdner Musikfestspielen auf. Er galt insbesondere als Bach-Interpret. Er gab zahlreiche Liederabende, oft mit seinem Freund Roman Zeilinger als Begleiter.

### Tod
Wolfrum starb plötzlich im Februar 1990 im Alter von 46 Jahren, wenige Tage nach einer Operation, bei der eine unheilbare Krankheit festgestellt worden war. Er wurde auf dem Neustifter Friedhof (P-5-4) in Wien beerdigt.
Paul Wolfrum war der Vater des Baritons Ludwig Paul Wolfrum (1972–2009) und ein Cousin des österreichischen Schauspielers Alexander Kerst (1924–2010).

## Tondokumente
Wolfrums Stimme ist durch einige Schallplattenaufnahmen (u. a. als Sparbüchsen-Bill in Aufstieg und Fall der Stadt Mahagonny, Aufnahme von 1988; Schlussszene aus Capriccio mit Anna Tomowa-Sintow unter Herbert von Karajan) und durch mehrere Rundfunkmitschnitte dokumentiert. Als Sparbüchsen-Bill fiel er bei Musikkritikern „positiv“ auf; er mach[t]e hinter gefühlvoller Kantilene […] den Selbsterhaltungstrieb und Egoismus der Figur deutlich.
Außerdem existieren Live-Mitschnitte aus der Wiener Staatsoper (1978, Carmen als Dancairo unter Carlos Kleiber; 1981, Andrea Chénier als Fléville unter Nello Santi, Regie: Otto Schenk) und aus der Deutschen Oper Berlin (1987; als 1. Apparizione in Macbeth, unter Giuseppe Sinopoli). Weitere Fernsehproduktionen beim ORF waren Der verlorene Sohn (1982, unter Lee Schaenen und Federik Mirdita beim Carinthischen Sommer), Helmut Eders Oper Der Aufstand (aus Graz) und Salome.